# Wrigley Company
Wrigley Company – globalny koncern produkujący słodycze. Główna siedziba firmy mieści się w Chicago w stanie Illinois, w Stanach Zjednoczonych. Firma powstała w roku 1891, jej założycielem był William Wrigley Jr., stąd też wzięła się nazwa firmy. Wrigley Company znana jest na rynku polskim głównie za sprawą Orbit, Winterfresh, Airwaves czy Skittles.
W 2016 r. Mars Incorporated przejął firmę Wrigley Company od należącej do Warrena Buffetta Berkshire Hathaway. W efekcie połączenia powstała organizacja Mars Wrigley Confectionery z siedzibą w Chicago (dotychczasowej siedzibie Wrigley Company).

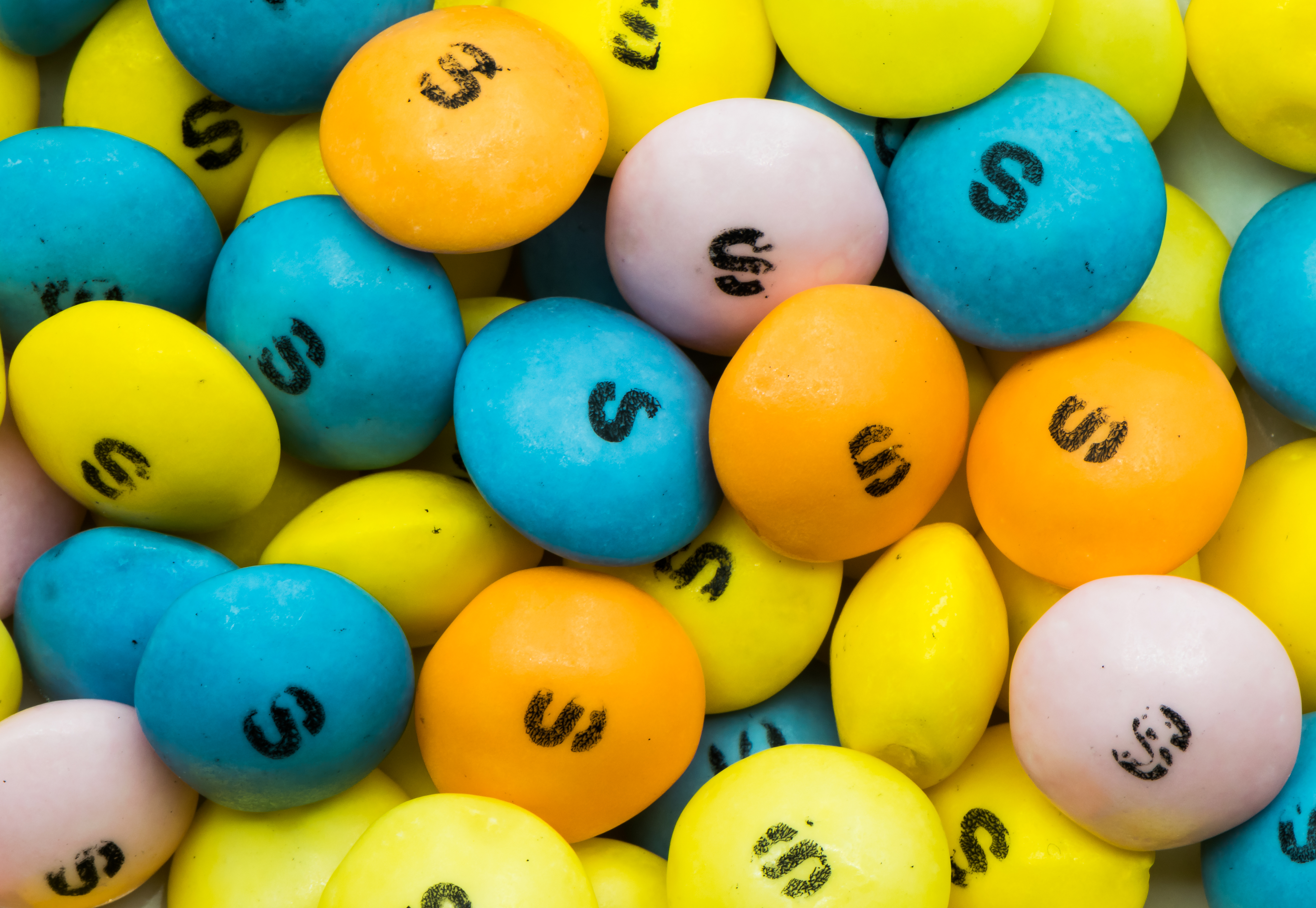
Cukierki Skittles produkowane przez Wrigley Company